# Trigonoorda ibelealis
Trigonoorda ibelealis är en fjärilsart som beskrevs av Munroe 1974. Trigonoorda ibelealis ingår i släktet Trigonoorda och familjen Crambidae. Inga underarter finns listade i Catalogue of Life.